# Mitrofan al Bizanțului
Mitrofan al Bizanțului (în greacă Μητροφάνης; n. secolul al III-lea d.Hr., Bizanț, Imperiul Otoman, Turcia – d. 326 d.Hr.) a fost un episcop al Bizanțului, slujind pentru opt ani (din 306 până în 314) și fiind nevoit să abdice din cauza vârstei înaintate și a bolii. A slujit în timpul împăraților Galerius și Constantin cel Mare și a murit în anul 326. A fost canonizat ca sfânt și este prăznuit în ziua de 4 iunie.

## Biografie
Potrivit tradiției, Mitrofan era fratele predecesorului său, Probie, ambii fiind fiul unui episcop precedent, Dometius, care era fratele fostului împărat roman Probus. Mitrofan era, prin urmare, înrudit cu împăratul Probus.
A fost ales episcop al Bizanțului în anul 306 și a păstorit Biserica din viitoarea cetate Constantinopol până în anul 314. I-a succedat ca episcop Alexandru al Constantinopolului. Mitrofan nu a participat la Sinodul Ecumenic de la Niceea (325), din cauza vârstei înaintate și a bolii. 
Legenda spune că împăratul Constantin cel Mare i-a acordat titlul de patriarh înainte de moarte, cu toate că statutul Bisericii din Bizanț s-a schimbat din episcopie în patriarhie abia în secolul al V-lea.